# Bryolymnia floccifera
Bryolymnia floccifera là một loài bướm đêm trong họ Noctuidae.